# 費多里夫卡 (庫皮揚斯克區)
49°30′28″N 37°28′3″E / 49.50778°N 37.46750°E
費多里夫卡（烏克蘭語：Федорівка）是位於烏克蘭東部的村莊，由哈爾科夫州庫皮揚斯克區的舍夫琴科韦市镇負責管轄。該村始建於1855年，面積2.01平方公里，海拔高度105米，2001年人口120，人口密度每平方公里59.7人。